# 5世纪
| 千纪： | 前1千纪 \| 1千纪 \| 2千纪                                                                                  |
| 世纪： | 2世纪 \| 3世纪 \| 4世纪 \| 5世纪 \| 6世纪 \| 7世纪 \| 8世纪                                                |
| 年代： | 400年代 \| 410年代 \| 420年代 \| 430年代 \| 440年代 \| 450年代 \| 460年代 \| 470年代 \| 480年代 \| 490年代 |

401年1月1日至500年12月31日的这一段期间被称为5世纪。

## 重要事件、发展与成就
- 科学技术

- 战争与政治

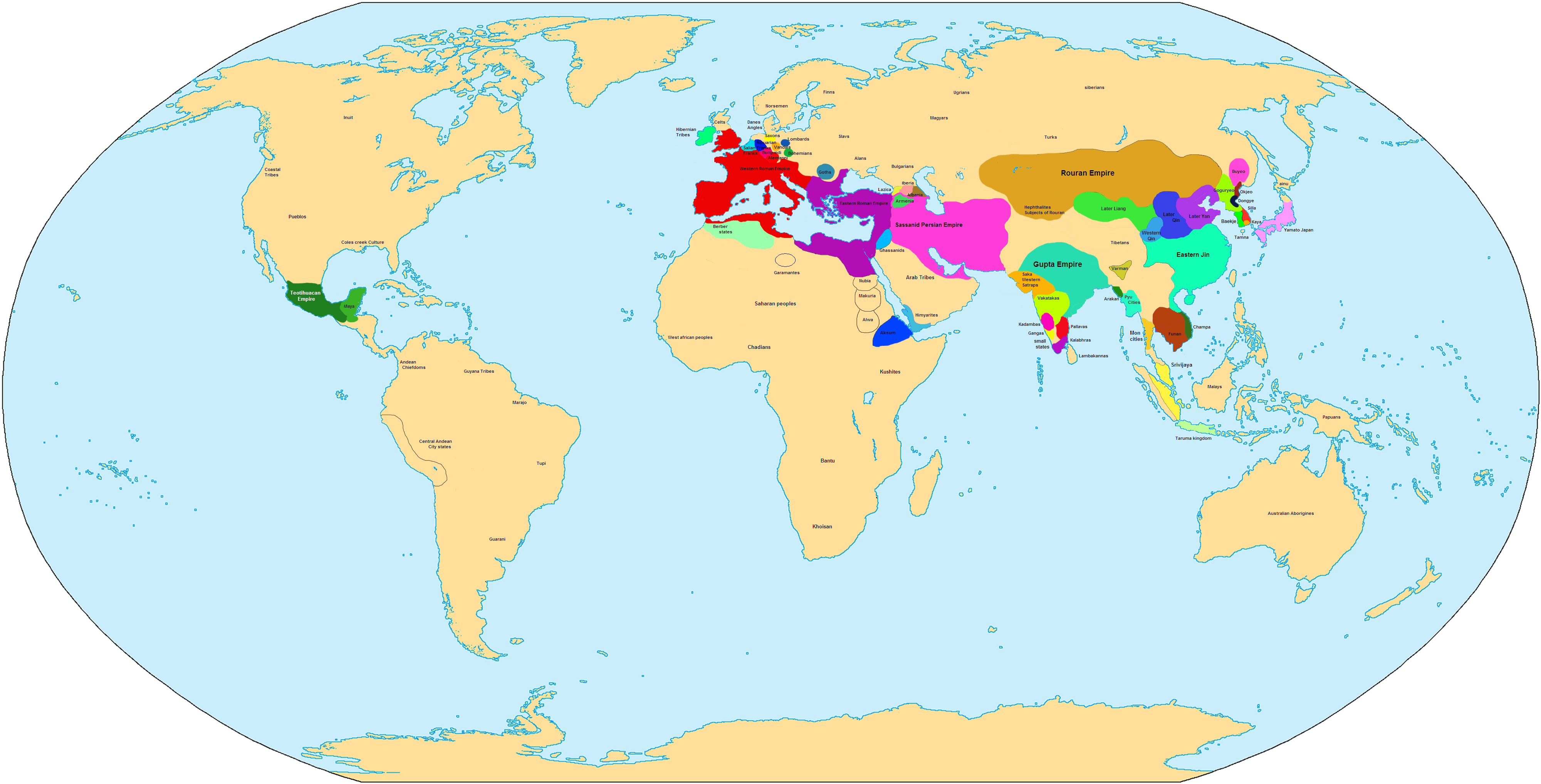
400年的世界

  - 401年，西哥特人亚拉里克一世开始入侵意大利北部。
  - 418年，西哥德王國建立，首都土魯斯，這是在羅馬帝國境內第一個建立起來蠻族王國。
  - 420年，刘裕废除东晋，建立宋朝，南朝开始.張偉殉國。
  - 439年，北魏灭亡北凉，统一中国北方。北朝开始。
  - 439年，汪達爾-阿蘭王國建立，不停從海上襲擊羅馬帝國。
  - 451年，沙隆战役：匈奴王阿提拉在高卢被埃提乌斯指挥的古罗马军队擊敗。
  - 455年，蓋薩里克率領汪達人攻入羅馬。
  - 455年，東哥德人佔領潘諾尼亞和達爾馬提亞。
  - 456年：
    - 在科西嘉附近的海戰中，李希梅爾打敗了汪達爾人；李希梅爾廢皇帝阿維圖斯，成為事實上的西羅馬帝國統治者。
    - 東羅馬帝國皇帝馬爾基安鎮壓了在亞美尼亞邊境上的騷亂。

  - 476年，西羅馬帝國滅亡。

- 天灾人祸

- 文化娱乐
  - 414年，好太王碑立。
  - 448年，普瑞斯科（普利斯庫斯）随团代表狄奧多西二世出使访问阿提拉，并著述《匈奴见闻录》，这是少数纪录阿提拉及其匈人的历史文书。
- 瑪雅象形文字普及瑪雅地區。

- 社會與經濟
- 494年，北魏孝文帝遷都洛陽，積極推行漢化政策。

- 疾病与医学

- 环境与自然资源

- 宗教與哲學
  - 401年，鸠摩罗什抵达长安。
  - 431年，以弗所公會議，決定了瑪麗亞為聖母（Theotokos）的教義。
  - 451年，迦克墩公会议，第四次全基督教会议。

## 5世纪年历
6678

77